# Dicronocephalus adamsi
Dicronocephalus adamsi är en skalbaggsart som beskrevs av Francis Polkinghorne Pascoe 1863. Dicronocephalus adamsi ingår i släktet Dicronocephalus och familjen Cetoniidae. Utöver nominatformen finns också underarten D. a. drumonti.